# Operation Tannenbaum
Operation Tannenbaum, eller Unternehmen Tannenbaum, var en planerad tysk invasion av Schweiz under andra världskriget. Den skulle äga rum hösten 1940 men genomfördes aldrig, med följd att Schweiz förblev oinblandat i kriget, fastän de låg mitt emellan Adolf Hitler och Benito Mussolini. 
Hitler hade sagt att han hatade schweizarna, och ville därför erövra landet. Sedan Frankrike fallit i juni 1940 var landet inringat och planer på en invasion drogs upp, från både Tyskland och Italien. Man satte dock aldrig igång den, då den tyska krigsmakten blev upptagen med förberedelserna inför Operation Seelöwe. Dessutom hade generalerna tvivlat på en invasion av Schweiz; landets alplandskap gav det schweiziska försvaret en enorm fördel, och dessutom bestod Schweiz försvar av hela 20% av landets befolkning. Det fanns till och med en lag som tvingade varje schweiziskt hushåll att äga minst en bössa.[källa behövs]
Det faktum att operationen avbröts hade ingen avgörande verkan på kriget.